# Fotbollsgalan 1996
Fotbollsgalan 1996 hölls måndagen den 11 november 1996 på Cirkus i Stockholm och var den 2:a Fotbollsgalan i ordningen. Sveriges Television sände. Katarina Sjöberg och Arne Hegerfors var programledare. Hans Gardemars storband medverkade.

## Priser
| Pris                    | Vinnare                           |
| ----------------------- | --------------------------------- |
| Årets forward, herr     | Andreas Andersson, IFK Göteborg   |
| Årets mittfältare, herr | Jesper Blomqvist, IFK Göteborg    |
| Årets back, herr        | Roland Nilsson, Helsingborgs IF   |
| Årets målvakt, herr     | Dick Last, IFK Norrköping         |
| Årets mål               | Rami Rantanen, Trelleborgs FF     |
| Årets tränare           | Lars Olof Mattsson, Ljungskile SK |
| Folkets lirare          | Jesper Blomqvist, IFK Göteborg    |
| Diamantbollen           | Malin Swedberg, Älvsjö AIK        |
| Guldbollen              | Roland Nilsson, Helsingborgs IF   |

## Artister
- Ronny Eriksson
- Staffan Hellstrand
- Jumper
- Status Quo
- Carola Søgaard